# Une soirée parfaite
Une soirée parfaite (The Third Wheel) est un film américain réalisé par Jordan Brady et sorti en 2002.

## Fiche technique
- Tire original : The Third Wheel
- Titre français : Une soirée parfaite
- Réalisation : Jordan Brady
- Scénario : Jay Lacopo (en)
- Musique : Lisa Coleman, Wendy Melvoin
- Photographie : Jonathan Brown
- Sociétés de production : HSI Tomorrow Film, LivePlanet et Pearl Street Productions
- Pays d'origine : Modèle:États-Uns
- Langue originale : anglais
- Format : couleur - 35 mm - 1,85:1 - son Dolby Digital
- Genre : Comédie, romance
- Durée : 85 minutes
- Dates de sortie : 2002

## Distribution
- Luke Wilson (VQ : Antoine Durand) : Stanley
- Denise Richards (VQ : Isabelle Leyrolles) : Diana Evans
- Jay Lacopo (en) (VQ : Sylvain Hétu) : Phil
- Ben Affleck (VQ : Pierre Auger) : Michael
- Tim DeKay : l'orateur dans la salle de réunion
- Melissa McCarthy : Marilyn
- David Koechner : Carl
- Phill Lewis : Mitch
- Nicole Sullivan : Sally
- Matt Damon (VQ : Martin Watier) : Kevin
- Lauren Graham : la femme de la réception
- Jeff Garlin : l'employé de bureau

Source et légende : Version québécoise (VQ) sur Doublage.qc.ca